# Wind Telecomunicazioni

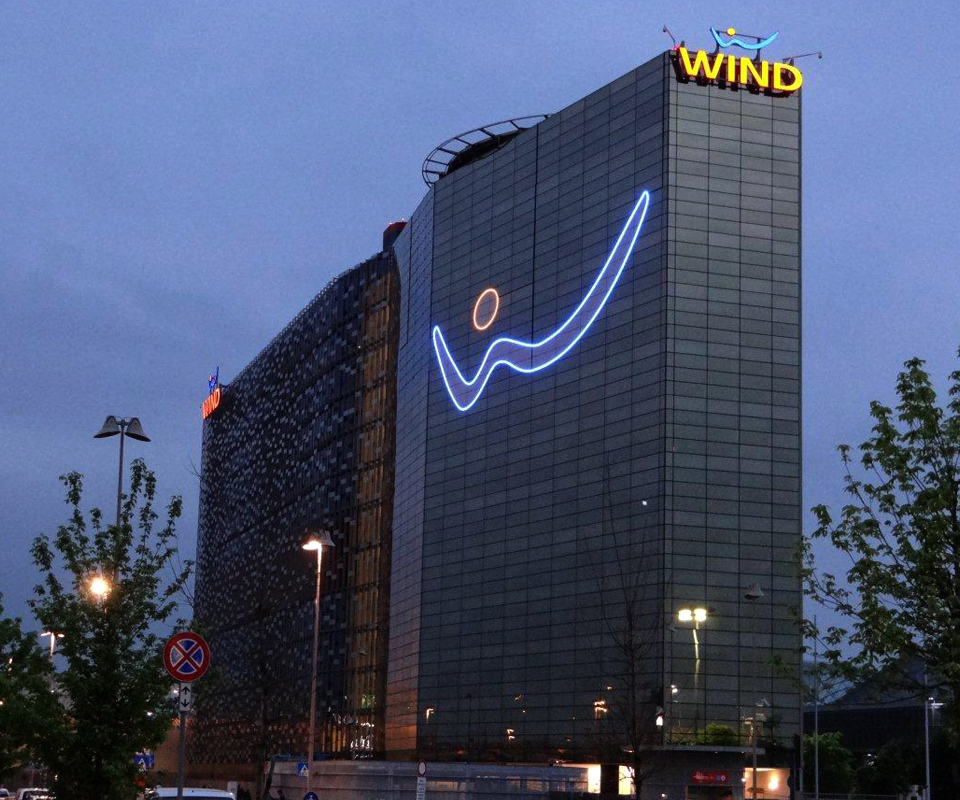
Sede Wind a Rho

Wind Telecomunicazioni S.p.A., più semplicemente nota come Wind, è stata un'azienda italiana di telecomunicazioni, che offriva sia servizi di telefonia mobile, che di telefonia fissa (attraverso la filiale Infostrada), nonché Internet e IPTV.
Fondato nel 1997 da Enel, Deutsche Telekom e France Télécom, fu il terzo operatore di telecomunicazioni italiano, dopo Telecom Italia/TIM e Omnitel.
Al 31 dicembre 2016, per numero di clienti serviti, Wind era il terzo operatore di telefonia mobile nazionale (22,1% del mercato) nonché il secondo di telefonia fissa (13,1% del mercato).
Wind era fornitrice di servizi nel Sistema Pubblico di Connettività, avendo avuto in gestione una parte della connettività Internet e Intranet della pubblica amministrazione nelle more del subentro in tale funzione di Tiscali, BT Italia e Vodafone Italia, aggiudicatarie della relativa gara Consip.
Il 31 dicembre 2016 avviene la fusione per incorporazione di Wind con 3 Italia, dando vita a Wind Tre o anche abbreviato Wind3, una joint venture controllata paritariamente da CK Hutchison Holdings e VimpelCom. Nonostante la fusione il marchio Wind fu utilizzato dal nuovo operatore fino a marzo 2020, allorquando la società avviò un processo di rebranding che ha portato alla nascita del nuovo marchio unificato semplicemente ed esteso in Wind Tre.

## Storia

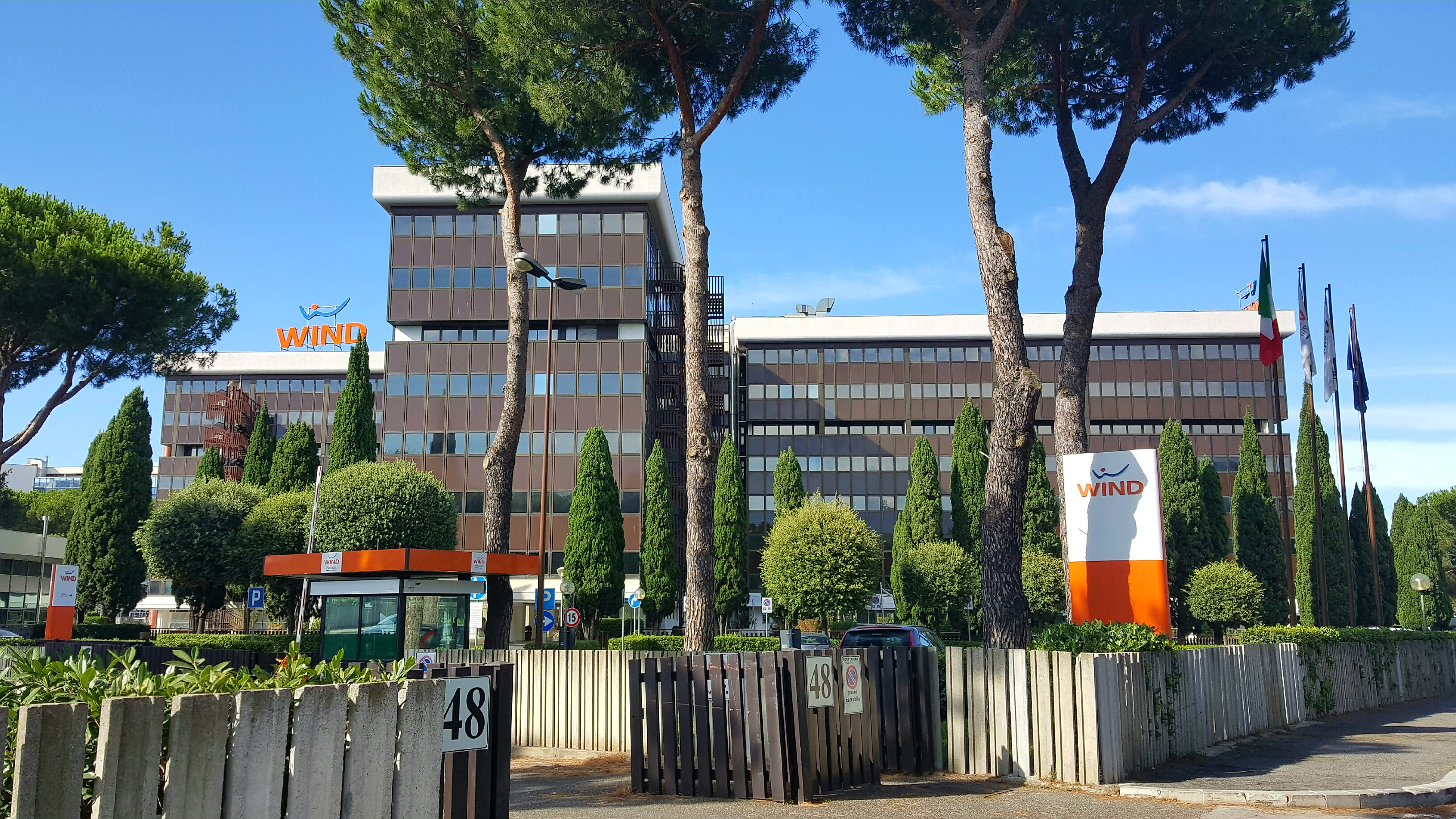
Sede Wind a Roma

Wind Telecomunicazioni nasce alla fine del 1997 grazie all'investimento di Enel, France Télécom e Deutsche Telekom.
Ottiene nel 1998 prima la licenza per la telefonia fissa poi, l'8 settembre 1998, la licenza GSM per la telefonia mobile in Italia.
Già nel dicembre 1998, con l'avvio dei servizi di telefonia fissa per le aziende, conquista il suo primo record: è la più veloce startup del mercato europeo delle telecomunicazioni.
Dal 1º marzo 1999 sono attivi anche i servizi di telefonia mobile e fissa per i privati, i servizi Internet e il portale InWind. Viene inoltre acquisita la società ITnet, secondo provider italiano, e Wind Telecomunicazioni supera i due milioni di clienti.
La copertura di tutto il territorio nazionale per i servizi di telefonia fissa viene completata a dicembre 2000 e la convergenza tra mobile ed internet viene rafforzata dal lancio dei servizi WAP. Nello stesso anno Wind Telecomunicazioni acquisisce, prima società telefonica in Italia e tra le prime in Europa, la certificazione ISO 14001 del Sistema di Gestione Ambientale.
Il 2001 segna una svolta nel mercato delle telecomunicazioni: Wind Telecomunicazioni lancia la propria offerta di unbundling local loop (ULL) utilizzando il marchio Wind nella telefonia fissa e InWind nell'accesso a banda stretta ad Internet, mettendo così fine al monopolio della telefonia fissa in Italia.
Wind Telecomunicazioni conclude inoltre l'intesa con l'operatore elettrico ellenico PPC, per l'ingresso di un nuovo operatore nel mercato della telefonia fissa in Grecia, diventando l'azionista di maggioranza di Tellas.
Il 2002 è un anno decisivo, che vede il raggiungimento di altri tre obiettivi strategici: l'assegnazione della licenza per i servizi mobili di terza generazione (UMTS), il lancio dei servizi GPRS e l'acquisizione di Infostrada da parte di Enel, azionista di maggioranza.
A seguito della fusione per incorporazione di Infostrada in Wind, che diventerà operativa nel 2002, i clienti totali del gruppo Wind diventano quasi 24 milioni.
A metà del 2002, periodo in cui nasce il portale Libero.it (dall'unione di InWind.it, IOL.it e Blu.it), Wind Telecomunicazioni raggiunge altri primati con l'offerta ADSL a consumo e con l'avvio della tecnologia MMS.
Il 2002 si conclude con l'acquisizione di alcuni asset di Blu, smembrata dai suoi azionisti dopo che essi ebbero acquisito il controllo di TIM, dato che la legge impedisce di possedere due gestori mobili.
Il ramo d'azienda trasferito comprende anche il marchio, la base clienti, il call center di Palermo e alcune infrastrutture tecnologiche.
Nel luglio del 2003 Wind Telecomunicazioni è tutta italiana, Enel ne diventa l'unico azionista acquistando il restante 26,6% da France Télécom.
Il primo semestre si chiude con il raggiungimento di 30 milioni di clienti tra telefonia fissa, mobile e Internet.
L'accordo tra Wind e l'operatore giapponese NTT docomo, siglato prima dell'estate, dà il via nel novembre 2003 al lancio dei servizi i-mode, di cui avrà l'esclusiva in Italia.
Inoltre, nello stesso anno, Wind Telecomunicazioni insieme ad alcuni operatori mobili europei dà vita alla Starmap Mobile Alliance, un accordo di roaming internazionale simile a FreeMove.
Nel 2004 Wind Telecomunicazioni acquisisce Delta S.p.A., system integrator con una forte presenza nel mercato italiano, che offre soluzioni e servizi avanzati nell'ambito dell'information and communication technology. Ad ottobre dello stesso anno viene lanciato il servizio UMTS, inizialmente disponibile solo in alcune città, e successivamente esteso a tutti i capoluoghi di provincia.
Nel 2005 il gruppo Enel cede la quota di maggioranza di Wind Telecomunicazioni al magnate egiziano Naguib Sawiris, già proprietario di Orascom, che mirava ad un grosso piano di investimenti per creare un polo centrale delle telecomunicazioni nel Mar Mediterraneo.
Nel 2006 Wind Telecomunicazioni completa l'opera di riorganizzazione dell'alta dirigenza sostituendo l'amministratore delegato Tommaso Pompei con Paolo Dal Pino.
Il 26 novembre 2007 Wind Telecomunicazioni e Auchan annunciano il partenariato per la fornitura di servizi mobili attraverso l'operatore virtuale di rete mobile A-Mobile.
Il 4 ottobre 2010 Weather Investments, di Naguib Sawiris, e il gruppo russo VimpelCom annunciano con un comunicato la loro fusione, a seguito della quale, VimpelCom avrebbe assunto il controllo del 51,7% di Orascom Telecom Holding e del 100% di Wind Telecomunicazioni. 
In base a quanto previsto in un primo accordo, gli attuali azionisti di Wind Telecom (ex Weather Investments) avrebbero ricevuto in cambio il 20,0% dei diritti patrimoniali, il 18,5% dei diritti di voto nel nuovo gruppo VimpelCom e due membri nel consiglio di amministrazione. Contestualmente all'operazione, avrebbe avuto luogo uno scorporo di alcune attività facenti capo a Wind, come il portale Internet Libero, la controllata Wind International Services (operante nella fornitura di servizi wholesale) e le operazioni relative ad un cavo sottomarino posato tra Italia e Grecia, il cui destino sarebbe stato stabilito in seguito. Tuttavia nel mese di dicembre 2010, gli azionisti Telenor si oppongono al programma di fusione, nonostante la restante maggioranza del board VimpelCom si dichiari favorevole. Il gruppo decide pertanto di prendere una decisione che rispetti i voleri di tutti gli azionisti: gli organi di stampa diffondono una notizia secondo cui VimpelCom rivede il progetto di fusione, di fatto escludendo Sawiris ed il suo team dai membri del consiglio di amministrazione del futuro gruppo, di conseguenza Wind Telecom non avrebbe più diritto ad insediare i suoi due membri inizialmente previsti.
Il 18 marzo 2011 l'assemblea degli azionisti approva la fusione nonostante l'opposizione di Telenor.
A maggio, successivamente all'acquisizione di Wind da parte di VimpelCom, il portale ed il servizio di posta elettronica Libero divengono una società indipendente e separata da Wind. Poco dopo Wind ha iniziato uno studio per la cessione della gestione della sua rete, manifestando l'intenzione di effettuare un nuovo piano di esternalizzazioni che coinvolgerebbe circa 1600 dei suoi dipendenti. Il 17 novembre 2011 questa intenzione è stata confermata ed è stato puntualizzato che l'esternalizzazione non riguarda l'asset fisico della rete ma il personale dipendente che lo gestisce.
Il 27 gennaio 2012, in seguito ad una interrogazione parlamentare avanzata dall'Italia dei Valori interessatasi alla cessione rete Wind, si ottiene un tavolo tra Ministero dello Sviluppo Economico, azienda e sindacati. Gli accordi presi riguardano la sospensione dello studio inerente alla cessione della rete per un periodo di 6 mesi, la sospensione da parte dei sindacati di tutte le agitazioni e l'impegno a non proclamarne altre durante i 6 mesi, l'apertura di un confronto tra azienda e sindacati sotto la vigilanza del ministero dello sviluppo economico che preveda sia l'analisi di soluzioni alternative che la presentazione delle strategie aziendali riesaminando le soluzioni fin a quel momento avanzate e periodici incontri presso il Ministero dello Sviluppo Economico per monitorare l'avanzamento del percorso proposto, l'apertura confronto tra sindacati e ministero sui temi inerenti all'Agenda Digitale e le prospettive industriali complessive del settore delle telecomunicazioni.
A settembre 2013, Wind Telecomunicazioni, tramite Infostrada, lancia la rete in fibra ottica FTTH GPON a Milano, la copertura verrà poi ampliata nel corso del 2014.
Il 12 gennaio 2014 viene attivato il servizio 4G (LTE) a Roma, Milano, Bologna e nei principali aeroporti d'Italia. A dicembre 2014 la copertura della nuova tecnologia ha raggiunto oltre 300 comuni, pari al 37% della popolazione.
Il 29 maggio 2015, Fondo Strategico Italiano (gruppo Cassa Depositi e Prestiti), F2I, Vodafone e Wind sottoscrivono una lettera d'intenti per la realizzazione di un'infrastruttura nazionale della fibra ottica attraverso Metroweb.
Il 6 agosto 2015 CK Hutchison Holdings, società controllante dell'operatore mobile italiano 3 Italia, e VimpelCom, che controlla Wind, raggiungono un accordo per una joint venture paritetica alla quale conferire le loro attività italiane, annunciando la previsione di 5 miliardi di euro di sinergie al netto dei costi di integrazione.
L'11 gennaio 2016 Wind lancia il servizio fibra in VDSL2 (FTTC VULA su rete Telecom Italia) con profilo 30/3 Mbit/s in 37 comuni italiani.
Il 1º settembre 2016 la Commissione europea approva la joint venture tra CK Hutchison Holdings e VimpelCom, per la gestione delle rispettive attività di telecomunicazioni, che assommano a 31 milioni di utenze mobili e 2,8 milioni di utenze fisse.
Il 7 novembre 2016, gli azionisti di Wind e 3 Italia annunciano il completamento della transazione per l'integrazione delle loro attività in Italia. In conseguenza a tale evento, Maximo Ibarra, amministratore delegato in pectore del futuro gestore nato dalla fusione societaria, subentra a Vincenzo Novari.
Il 31 dicembre 2016 nasce ufficialmente Wind Tre, la società della joint venture derivata dalla fusione per incorporazione di Wind con 3 Italia.

## Identità aziendale
Identità aziendale con loghi e tag-line utilizzati nel corso degli anni dall'azienda divenuta, dal 2016 al 2020, marchio di Wind Tre.
| Anni      | Logo | Slogan                                                                                                  | Note   |
| --------- | ---- | --- | ------ |
| 1997-2012 |      | «Ti conviene parlare con noi» «Quanto ci piace chiacchierare!» «Wind lo fa!» «Comunicare in un soffio.» | [ 14 ] |
| 2012-2018 |      | «Più vicini.»                                                                                           | [ 14 ] |
| 2018-2020 |      | «Più vicini.»                                                                                           | [ 14 ] |

### Altri marchi
La società è stata attiva fino al 2016 anche con:

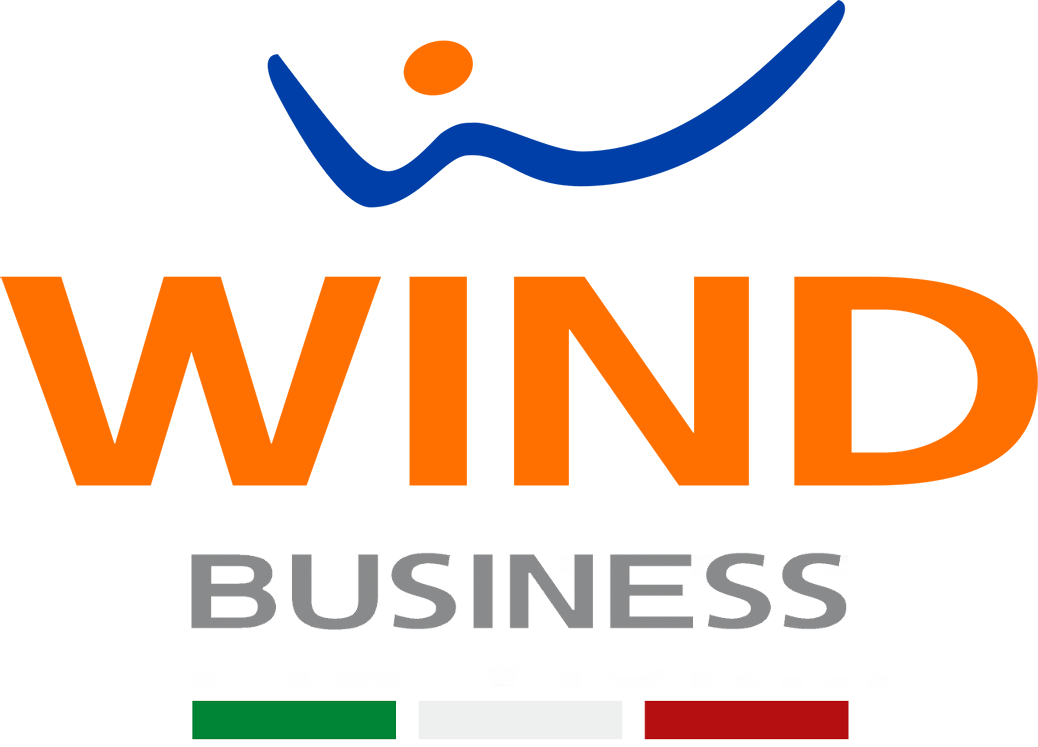
Wind Business
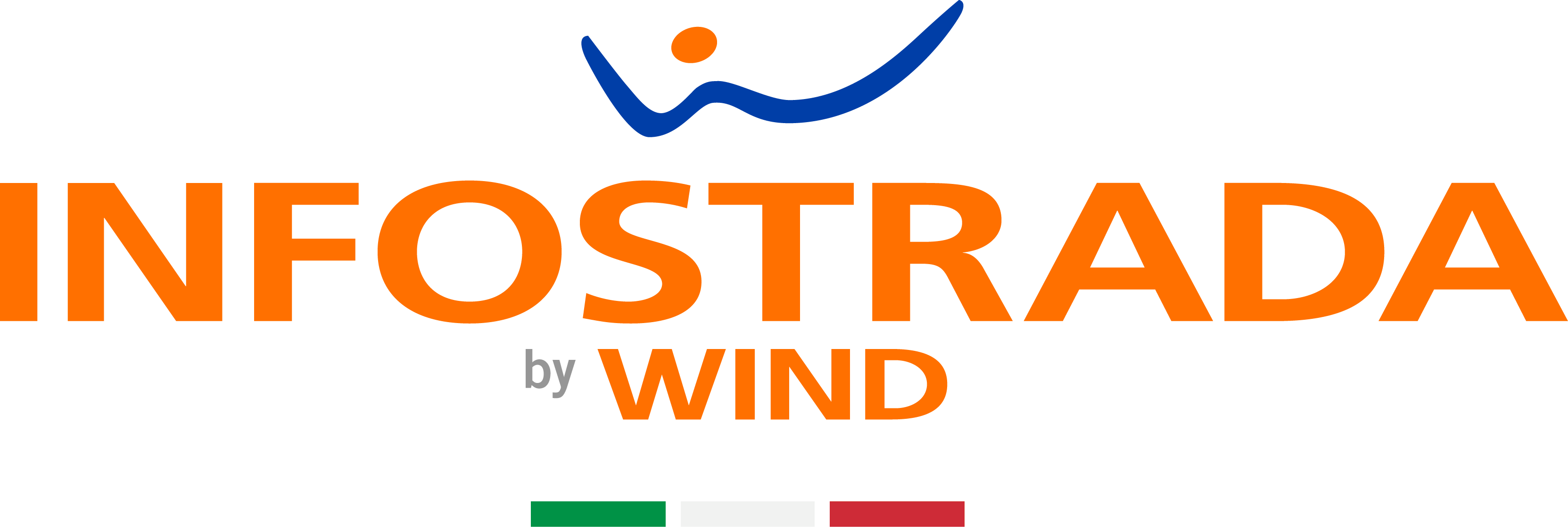
Infostrada

- Wind Business, per i servizi di offerti ai liberi professionisti, alle piccole e medie imprese e alle aziende.
- Infostrada, per i servizi di telefonia fissa e internet ADSL/fibra ottica offerti ai privati.

## Clienti
Dati al 30 settembre 2016, risalenti a Wind Telecomunicazioni:

### Telefonia mobile
21,82 milioni di linee mobili totali (22,4% del mercato), di cui:
19,62 milioni di SIM residenziali (25,7% del mercato) e 2,20 milioni di SIM affari (10,2% del mercato);
18,84 milioni di SIM ricaricabili (25,7% del mercato) e 2,98 milioni di SIM abbonamento (12,2% del mercato);
11,7 milioni di clienti internet mobile (56% dei clienti totali).

### Telefonia fissa
2,71 milioni di linee fisse totali (13,4% del mercato), di cui:
2,71 milioni di linee fisse ad accesso diretto (30,6% del mercato), di cui:
2,35 milioni di linee fisse broadband ADSL e Fibra (15,2% del mercato).

## Dati economici e finanziari
Risultati al 31 dicembre 2015, risalenti a Wind Telecomunicazioni:
- Ricavi totali: 4,428 miliardi di euro
- EBITDA: 1,671 miliardi di euro
- Debito finanziario: 9,899 miliardi di euro.

## Azionariato
Prima della fusione con H3G S.p.A. in Wind Tre S.p.A., Wind Telecomunicazioni S.p.A. era posseduta al 99,996% da Wind Telecom S.p.A. (ex Weather Investments S.p.A.); quest'ultima era posseduta al 87,88% da Weather Investments II S.à r.l., società controllata al 29,626% da VimpelCom Ltd.